# Anja Mugerli
Anja Mugerli (nascida em 1984) é uma escritora eslovena. Ela estudou na Universidade de Nova Gorica e na Universidade de Primorska e publicou vários livros. Ela também é uma dramaturga premiada. Além de esloveno, Mugerli é fluente em inglês, espanhol e italiano. Ela mora em Nova Gorica.

## Prémios
Ela ganhou o Prémio de Literatura da União Europeia por Cebelja Druzina.